# Анталія (провінція)
Анталія, Анта́лья (тур. Antalya) — провінція в Туреччині, розташована на Середземному морі на південному узбережжі Туреччини. Столиця — місто Анталія.
Населення становить 1 919 729 жителів (2007 рік). Провінція поділяється на 19 районів, 5 з яких є районами Анталії.

## Географія
Анталія розташована між хребтами Західного Тавру і Середземним морем (затока Анталія).
Іл межує з мулами (із заходу на схід): Мугла, Бурдур, Конья, Караман, Мерсін.

## Історія
Найперші людські сліди в цьому регіоні знайдені в печері Караїн і датуються приблизно 100 000 років до н. е.
Історія стародавньої Анталії маловідома. В хетський період Анталія і прилеглий регіон отримали назви Лікія.
В грецький період західна частина провінції Анталія входила в Лікію, східна в Памфілію; на півночі її землі поділили Кілікія і Пісідія.
Анталія була частиною Лідійського царства з 7 століття до н. е. і до завоювання Лідії персами в 546 році до н. е. Персами була побудована військово-морська база на річці Кепрючай (стародав. Євромедон). Однак у 467 р. до н. е. ця база була зруйнована флотом Симона Афінського.
У 334 р. до н. е. Анталія була захоплена Олександром Македонським. Після смерті Олександра Македонського цей регіон був об'єктом боротьби між Селевкідами і Пергамом. У підсумку, в 188 р. до н. е. відійшов до Пергаму.
З 133 р. до н. е. Анталія перебувала під владою Риму, а потім Візантії.
Економічний занепад регіону припав на VIII столітті після руйнівного землетрусу, набігів арабів (VII—VIII ст.) в морських піратів. У 1080-ті в регіоні почав поширюватися іслам (після сельджуцького завоювання). Однак уже в 1120 році Візантія повністю відвоювала і Анталію і прилеглу до неї область. Після початку смути в Візантії в кінці XII і розпаду в 1207 році сельджуки знову відвоювали територію, тепер уже назавжди.
У 1321—1423 роках Анталія була центром незалежного бейлика Хамід (Хамідогуллари).
В 1423 році Анталію підкорюють турки-османи.

## Населення
У 1912 р. тут проживали — мусульмани — 196 087 чол., греки — 15 253 чол., вірмени — 489 чол., євреї — 429 чол.
Населення — 1 719 751 жителів (2009).
Найбільші міста — Анталія (603 тис. осіб у 2000 році), Аланія, Манавгат, Серік.

## Адміністративний поділ

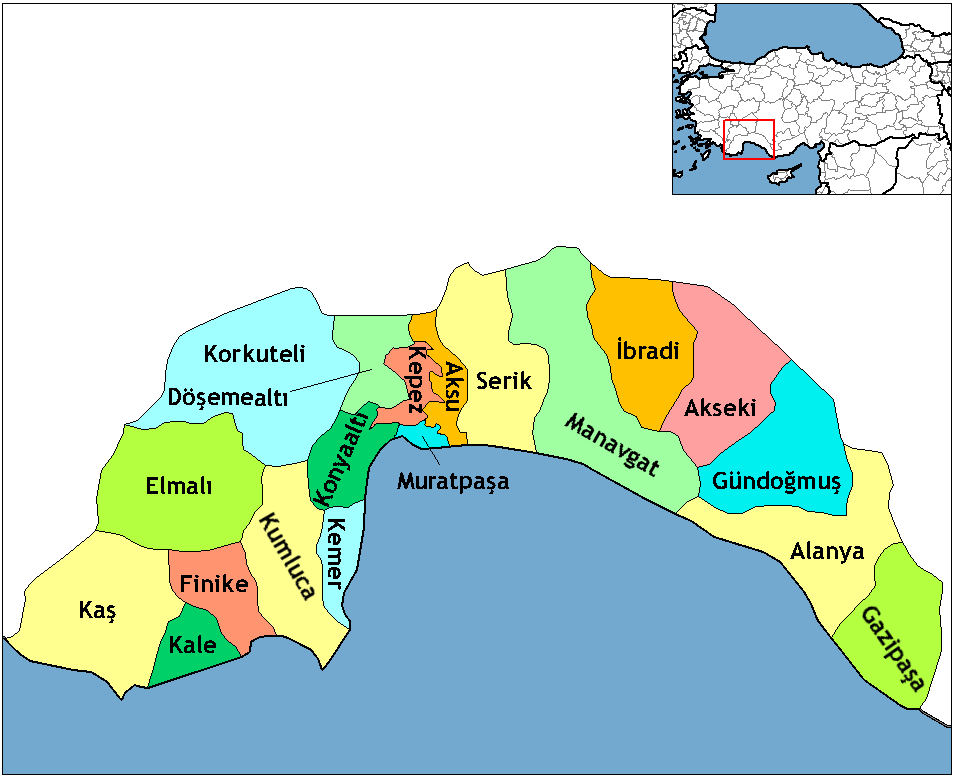

Провінція Анталія ділиться на 19 районів, 5 з яких є районами міста Анталія (відзначені *):
1. Кемер (Akseki)
2. Аксу (Aksu) *
3. Аланія (Alanya)
4. Демре (Demre)
5. Дешемеалти (Döşemealtı) *
6. Ельмали (Elmalı)
7. Фініке (Finike)
8. Газіпаша (Gazipaşa)
9. Гюндогмуш (Gündoğmuş)
10. Ібради (İbradı)
11. Каш (Kaş)
12. Кемер (Kemer)
13. Кепез (Kepez) *
14. Коркутелі (Korkuteli)
15. Коньяалти (Konyaaltı) *
16. Кумлуджа (Kumluca)
17. Манавгат (Manavgat)
18. Муратпаша (Muratpaşa) *
19. Серік (Serik)

## Економіка
Провінція Анталія — центр туристичної індустрії Туреччини, до 30 % від загального числа туристів в Туреччині їдуть в Анталію.
Досить розвинене сільське господарство. Головними сільськогосподарськими продуктами є — бавовна, зернові, кунжут, цитрусові. В останні роки почало розвиватися квітникарство, сезонне і парникове овочівництво.
Суднобудування, судноремонт, текстильна та харчова промисловості.

## Цікаві
- Ксанф — одна зі столиць стародавньої Лікії, археологічний об'єкт в список Світової спадщини ЮНЕСКО.